# Patinação sobre rodas nos Jogos Pan-Americanos de 2015
As competições de patinação sobre rodas nos Jogos Pan-Americanos de 2015 foram realizadas entre 11 e 13 de julho em Toronto. 
As provas de velocidade foram disputadas na Escola Católica São João Paulo II com seis eventos no total (três para homens e três para mulheres), e a patinação artística teve lugar no Centro de Exposições com uma prova para cada gênero. Originalmente a pista temporária de 400 metros da patinação de velicidade seria construída no CIBC Pan Am/Parapan Am Aquatics Centre and Field House, mas houve uma mudança de última hora e a sede foi transferida para a Escola Católica São João Paulo II.
É um dos oito esportes do Pan que não faz parte do programa dos Jogos Olímpicos.

## Calendário
| Julho     | 7 | 8 | 9 | 10 | 11 | 12 | 13 | 14 | 15 | 16 | 17 | 18 | 19 | 20 | 21 | 22 | 23 | 24 | 25 | 26 |
| --------- | - | - | - | -- | -- | -- | -- | -- | -- | -- | -- | -- | -- | -- | -- | -- | -- | -- | -- | -- |
| Patinação |   |   |   |    |    | 4  | 4  |    |    |    |    |    |    |    |    |    |    |    |    |    |

|  | Dia de competição |  | Dia de final |

## Medalhistas
Artística
| Evento             | Ouro                        | Prata                              | Bronze                       |
| ------------------ | --------------------------- | ---------------------------------- | ---------------------------- |
| Masculino detalhes | Marcel Stürmer BRA Brasil   | John Burchfield USA Estados Unidos | Diego Duque COL Colômbia     |
| Feminino detalhes  | Giselle Soler ARG Argentina | Talitha Haas BRA Brasil            | Marisol Villarroel CHI Chile |

Velocidade
| Evento                                         | Ouro                        | Prata                             | Bronze                           |
| ---------------------------------------------- | --------------------------- | --------------------------------- | -------------------------------- |
| 200 m contra o relógio masculino detalhes      | Emanuelle Silva CHI Chile   | Pedro Causil COL Colômbia         | Jorge Martínez MEX México        |
| 200 m contra o relógio feminino detalhes       | Hellen Montoya COL Colômbia | Ingrid Factos ECU Equador         | María José Moya CHI Chile        |
| 500 m masculino detalhes                       | Pedro Causil COL Colômbia   | Ezequiel Cappellano ARG Argentina | Jorge Martínez MEX México        |
| 500 m feminino detalhes                        | Hellen Montoya COL Colômbia | Erin Jackson USA Estados Unidos   | Ingrid Factos ECU Equador        |
| 10000 m eliminação + pontos masculino detalhes | Mike Páez MEX México        | Juan Sebastián Paz COL Colômbia   | Jordan Belchos CAN Canadá        |
| 10000 m eliminação + pontos feminino detalhes  | Maira Arias ARG Argentina   | Emma Clare Townshend ECU Equador  | Darian O'Neil USA Estados Unidos |

## Quadro de medalhas
| Ordem | País               | Medalha de ouro | Medalha de prata | Medalha de bronze |    |
| ----- | ------------------ | --------------- | ---------------- | ----------------- | -- |
| 1     | COL Colômbia       | 3               | 2                | 1                 | 6  |
| 2     | ARG Argentina      | 2               | 1                |                   | 3  |
| 3     | BRA Brasil         | 1               | 1                |                   | 2  |
| 4     | CHI Chile          | 1               |                  | 2                 | 3  |
|       | MEX México         | 1               |                  | 2                 | 3  |
| 6     | ECU Equador        |                 | 2                | 1                 | 3  |
|       | USA Estados Unidos |                 | 2                | 1                 | 3  |
| 8     | CAN Canadá         |                 |                  | 1                 | 1  |
| TOTAL | TOTAL              | 8               | 8                | 8                 | 24 |